# 1520 Imatra
1520 Imatra (privremena oznaka 1938 UY), asteroid glavnog pojasa. Otkrio ga je Yrjö Väisälä, 22. listopada 1938. Ime je dobio po gradu Imatri

## Vanjske poveznice
- Minor Planet Center

… |  1519 Kajaani  | 1520 Imatra |  1521 Seinäjoki | …